# Чемпионат мира по стрельбе 1928
Чемпионат мира по стрельбе 1928 года прошёл в Гааге (Нидерланды).

## Общий медальный зачёт
| Место | Страна    | Золото | Серебро | Бронза | Всего |
| ----- | --------- | ------ | ------- | ------ | ----- |
| 1     | Швейцария | 8      | 2       | 5      | 15    |
| 2     | Швеция    | 2      | 4       | 3      | 9     |
| 3     | Испания   | 1      | 1       | 0      | 2     |
| 4     | Франция   | 0      | 2       | 1      | 3     |
| 5     | Финляндия | 0      | 1       | 0      | 1     |
| 5     | Италия    | 0      | 1       | 0      | 1     |
| 6     | США       | 0      | 0       | 1      | 1     |
| 6     | Норвегия  | 0      | 0       | 1      | 1     |
| Всего | Всего     | 11     | 11      | 11     | 33    |

## Медалисты
| Дисциплина                                    | Золото                                                                                     | Серебро | Бронза                                                                                   |
| --------------------------------------------- | ------------------------------------------------------------------------------------------ | --- | ---------------------------------------------------------------------------------------- |
| Винтовка с трёх позиций, 300 метров           | Олле Эрикссон                                                                              | Якоб Райх | Йосиас Хартман                                                                           |
| Винтовка с трёх позиций, 300 метров (команды) | Швейцария · Йосиас Хартман · Вальтер Линхард · Якоб Райх · Джузеппе Пелли · Карл Циммерман | Швеция · Олле Эрикссон · Мориц Эрикссон · Густаф Андерссон · Эрик Ольссон · Ивар Вестер                         | США · Вильям Брюс · Маркус Динвидди · Сидни Хиндс · Рассел Сейтзингер · Пол Вудс         |
| Винтовка лёжа, 300 метров                     | Мориц Эрикссон                                                                             | Олле Эрикссон                                                                                                   | Рейдар Муслие                                                                            |
| Винтовка с колена, 300 метров                 | Карл Циммерман                                                                             | Йосиас Хартман                                                                                                  | Олле Эрикссон                                                                            |
| Винтовка стоя, 300 метров                     | Якоб Райх                                                                                  | Эйнари Окса | Олле Эрикссон                                                                            |
| Армейская винтовка с трёх позиций, 300 метров | Вальтер Линхард                                                                            | Мориц Эрикссон                                                                                                  | Карл Циммерман                                                                           |
| Армейская винтовка лёжа, 300 метров           | Хулио Кастро дель Росарио                                                                  | Фремин | Мориц Эрикссон                                                                           |
| Армейская винтовка с колена, 300 метров       | Эрнст Теллебах                                                                             | Уго Кантелли | Вальтер Линхард                                                                          |
| Армейская винтовка стоя, 300 метров           | Вальтер Линхард                                                                            | Мориц Эрикссон                                                                                                  | Карл Циммерман                                                                           |
| Произвольный пистолет, 50 метров              | Вильхельм Шнидер                                                                           | Шарль де Жаммоньер                                                                                              | Фриц Цулауф                                                                              |
| Произвольный пистолет, 50 метров (команды)    | Швейцария · Якоб Фишер · Роберт Блюм · Вильхельм Шнидер · Август Видеркер · Фриц Цулауф    | Испания · Сиприани Ромеро · Хосе Бенто Лопес · Луис Калвет Сандос · Хулио Кастро дель Росарио · Гарсиа Мартинес | Франция · Андре де Кастельбажак · Андре де Жаммоньер · Дориан Келлер · Р.Пеккиа · Г.Режи |